# The Chicken
Pour les articles homonymes, voir Le Poulet.
The Chicken est un standard du jazz funk, composé par Pee Wee Ellis.
Il parait d'abord en 1969 comme face B au single The Popcorn de James Brown, avant d'être popularisé sur scène par le bassiste Jaco Pastorius dans les années 1980.

## Reprises
- Le batteur Morgan Ågren (en) et son groupe, lors de l'émission suédoise Trum en 2000[2].
- Le batteur Dave Weckl et son groupe, lors du 25e anniversaire de la Collective School of Music de New York, en 2002[3].
- Le batteur Gavin Harrison, lors de l'émission Live on Letterman (en) du 23 août 2011.